# San Gregorio Aztotoacan
San Gregorio Aztotoacan är en ort i Mexiko.   Den ligger i kommunen San Salvador el Verde och delstaten Puebla, i den sydöstra delen av landet, 70 km öster om huvudstaden Mexico City. San Gregorio Aztotoacan ligger 2 359 meter över havet och antalet invånare är 2 547.
Terrängen runt San Gregorio Aztotoacan är kuperad västerut, men österut är den platt. Runt San Gregorio Aztotoacan är det tätbefolkat, med 511 invånare per kvadratkilometer. Närmaste större samhälle är San Martin Texmelucan de Labastida, 6,0 km öster om San Gregorio Aztotoacan. Omgivningarna runt San Gregorio Aztotoacan är en mosaik av jordbruksmark och naturlig växtlighet.